# AS2
AS2 (del inglés Applicability Statement 2 o declaración de aplicabilidad), es una especificación de como transportar datos de manera segura y fiable por Internet. La seguridad se logra usando  certificados digitales y encriptación.

## AS2 descripción técnica
El protocolo AS2 se basa en HTTP y S/MIME. Fue el segundo protocolo AS desarrollado y utiliza la misma firma, cifrado y MDN (según la definición de RFC3798) convenciones utilizadas en el protocolo original de AS1 introducido a finales de los años 90 por IETF. 
En otras palabras:
Los archivos se codifican como "archivos adjuntos" en un mensaje S/MIME estandarizada (Un mensaje AS2).
Los mensajes AS2 siempre se envían utilizando el protocolo HTTP o HTTPS (SSL Secure Sockets Layer) y suele utilizar el método "POST" (uso de "GET" es raro).
Los mensajes pueden ser cifrados, pero no tiene por qué serlo.
Los mensajes pueden solicitar una Notificación de Tipo de Mensaje (MDN en inglés) como confirmación si todo iba bien, pero no es requisito solicitar un mensaje de este tipo.
Si el mensaje AS2 originales solicitó una MDN:
Tras la recepción del mensaje y su validación descifrado o firma exitosa (si es necesario) una confirmación de "éxito" MDN será devuelto al remitente original. Esta MDN suele ser firmada pero nunca encriptada (únicamente temporalmente en el tránsito a través de HTTPS).
Tras la recepción y confirmación del éxito la verificación de la firma en el MDN, el remitente original "sabe" que el destinatario tiene su mensaje (esto proporciona el elemento de "no rechazo" de AS2)
Si hay algunos problemas en la recepción o interpretación del mensaje AS2 original, una confirmación de "fracaso" MDN puede ser enviado. Sin embargo, parte del protocolo AS2 indica que el cliente debe tratar a la falta de un MDN como un fracaso, así que algunos receptores AS2 simplemente no devolverán un MDN en este caso.
Como cualquier otro transferencia de archivos, la transferencia de archivos AS2 típicamente requieren de ambos lados certificados SSL y especificar un nombre de "pareja de tráfico" antes de que cualquier transferencia puede tener lugar. Los Nombres en AS2 generalmente pueden ser cualquier frase válida.

### Opciones de MDN
A diferencia de AS1 o AS3 la transferencia de archivos en AS2 ofrecen varias opciones de "retorno MDN" en lugar de las opciones tradicionales de "sí" o "no". En concreto, las opciones son:
AS2 w/ "Sync" 
Retorno síncronico el MDN a través de HTTP(S) ("AS2 Sync") - Esta popular opción permite a MDN AS2 ser devueltos a los remitente de clientes AS2  sobre la misma conexión HTTP que se utilizan para enviar el mensaje original. Esta capacidad "MDN mientras espera" hace a "Sync AS2" ser la transferencia más rápida de cualquier tipo de transferencia de archivos AS, y además mantiene la ventaja que solicitudes MDN sea utilizadas con archivos grandes (que pueden agotar el tiempo de espera en bajos anchos de bandas).
AS2 w/ "ASync"
Retorno asíncrono del MDN a través de HTTP(S) (a.k.a. "AS2 asíncrono") - Esta opción popular permite al MDN AS2 ser devueltos al servidor el mensaje de AS2 del remitente a través de una conexión HTTP diferente. Este ventaja de la solicitud MDN se utiliza por lo general si archivos de gran tamaño están involucrados o si el servidor AS2 de su "pareja de tráfico" tiene un mal servicio de Internet o ancho de banda.
AS2 w/ "Email"
Retorno asíncrono del MDN por correo electrónico - Esta opción rara vez se utiliza y permite al MDN AS2 ser devueltos al remitente de mensajes AS2 a través de correo electrónico en lugar de HTTP. De lo contrario sería similar a AS2 "ASync" asíncrono (HTTP).
AS2 w/ "No"
No vuelva MDN - Esta opción funciona como lo hace en cualquier otro protocolo AS: el receptor de un mensaje AS2 con esta opción configurada simplemente no intenta devolver un MDN al remitente del mensaje AS2.
AS2 Preserva NombrerArchivo
La función de preservación de nombre de archivo se utilizará para comunicar el nombre de archivo a la "pareja de tráfico". En el sector bancario se basa en nombres de archivo que se comunican entre "pareja de tráfico". Vendedores de AS2 están actualmente certificando que la aplicación de la comunicación de nombre de archivo se ajusta a la norma y sea interoperable. Hay dos perfiles para la preservación de nombre de archivo opcionalmente probado bajo AS2:
- Preserva NombrerArchivo sin respuesta MDN
- Preserva NombrerArchivo con una certificado de respuesta MDN asociado